# Metrocity

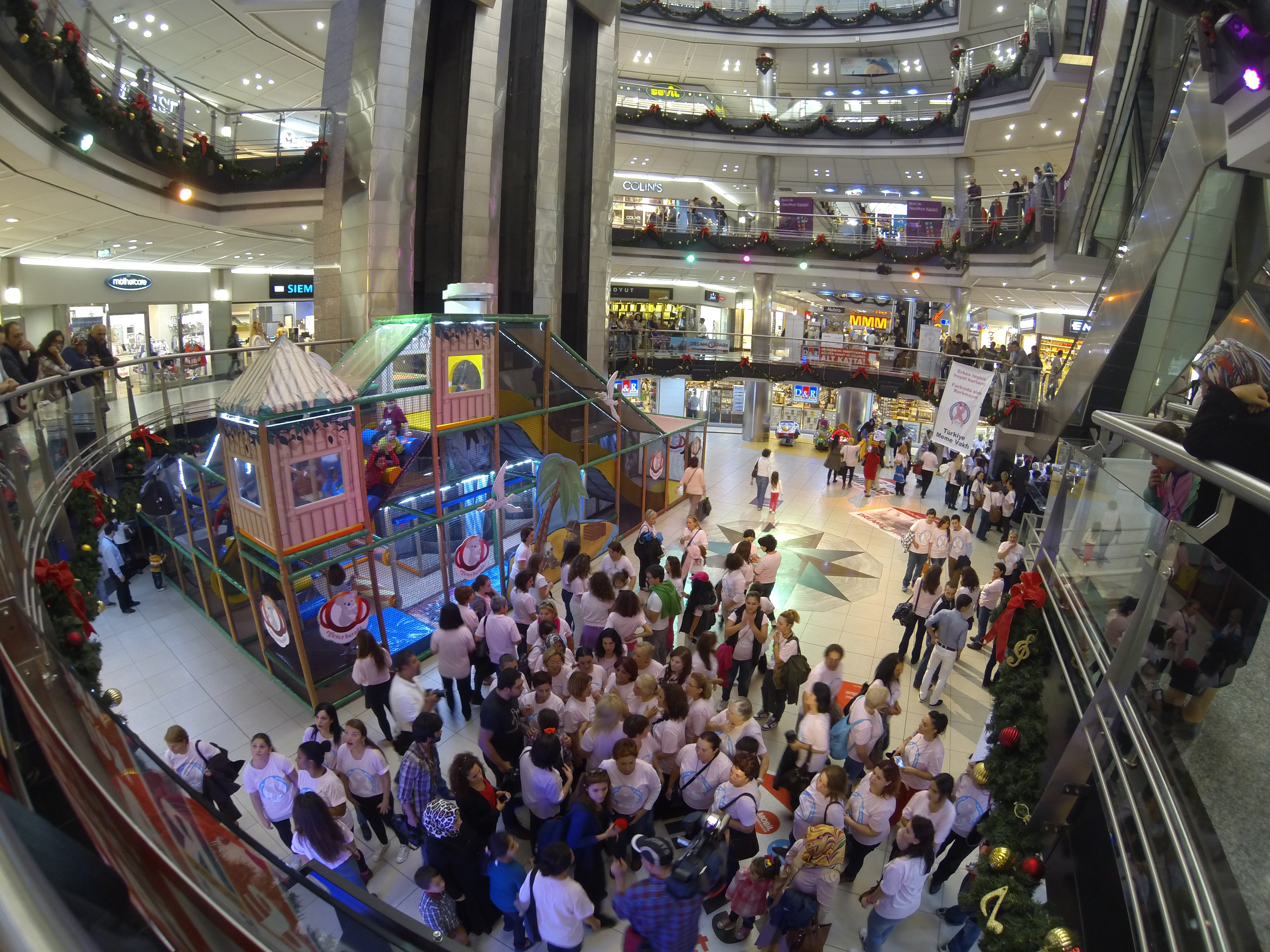
Metrocity

Metrocity is een modern winkelcentrum in het financiële district Levent van Istanboel in Turkije dat geopend is op 30 april 2002. Het winkelcentrum heeft een rechtstreekse aansluiting met een metrostation.
Metrocity bevat 140 winkels die internationale en binnenlandse merken aanbieden met diverse restaurants en cafetaria's op 4 verdiepingen met een overdekte oppervlakte van 60.000 m². Het parkeerterrein van het complex heeft een capaciteit van 2.500 auto's.